# Haematonectria illudens
Haematonectria illudens är en svampart som först beskrevs av Miles Joseph Berkeley, och fick sitt nu gällande namn av Samuels & Nirenberg 1999. Haematonectria illudens ingår i släktet Haematonectria och familjen Nectriaceae.   Inga underarter finns listade i Catalogue of Life.